# Dr. Eduardo Nóbrega
Dr. Eduardo Nóbrega (Bocaiuva),  é um político brasileiro, filiado ao PODE. Nas eleições de 2022, foi eleito deputado estadual por SP.